# HAL AMCA
Advanced Medium Combat Aircraft (Máy bay chiến đấu tầm trung tiên tiến - AMCA), trước đây còn gọi là Medium Combat Aircraft (Máy bay chiến đấu tầm trung - MCA), là một loại máy bay tiêm kích đa năng tàng hình một chỗ thế hệ thứ 5, trang bị hai động cơ được Ấn Độ phát triển. Nó sẽ bổ sung cho lực lượng của Không quân Ấn Độ hiện đang sử dụng cũng như dự định trang bị các loại máy bay như HAL Tejas, Sukhoi/HAL FGFA, Sukhoi Su-30MKI và MRCA. Loại máy bay này dự định sẽ thay thế cho SEPECAT Jaguar & Dassault Mirage 2000 hiện đã xuống cấp. Công việc thiết kế không chính thức về MCA đã được bắt đầu. Một phiên bản cho hải quân cũng được phát triển, ngân sách dành cho loại máy bay này là hơn 2 tỉ USD cho 3 năm sắp tới, dự kiến số lượng AMCA có thể lên tới 250 chiếc.

## Phát triển
Tháng 8 năm 2006, bộ trưởng quốc phòng Ấn Độ khi đó là Pranab Mukherjee đã tuyên bố tại quốc hội rằng chính phủ đang đánh giá các kinh nghiệm tích lũy được từ chương trình Tejas cho MCA.
Tháng 10 năm 2008, Không quân Ấn Độ yêu cầu Cơ quan phát triển hàng không (ADA) chuẩn bị một báo cáo dự án chi tiết về việc phát triển loại Máy bay chiến đấu tầm trung (MCA) kết hợp tính năng tàng hình.
Tháng 2 năm 2009, giám đốc ADA P.S Subramanyam thông báo tại một hội nghị trong khuôn khổ Aero-India 2009 rằng họ đang hợp tác làm việc chặt chẽ với không quân Ấn Độ để phát triển một Máy bay chiến đấu tầm trung. Ông còn bổ sung thêm, theo các thông số kỹ thuật do không quân cung cấp, đây sẽ là loại máy bay có trọng lượng 20 tấn trang bị hai động cơ GTX Kaveri.

## Thiết kế
AMCA sẽ được thiết kế với một radar nhỏ và sẽ ống hút khí thiết kế đặc biệt, vũ khí được chứa trong các khoang quân giới trong thân máy bay và sử dụng vật liệu composite cũng như các loại vật liệu khác để chế tạo.
Đây là mẫu máy bay sử dụng hai động cơ GTX Kaveri luồng phụt đa chiều giúp máy bay có khả năng bay siêu hành trình. A wind-tunnel testing model of the MCA airframe was seen at Aero-India 2009.
Các loại cảm biến hiện đại cũng như các loại tên lửa hiện đại như DRDO Astra, các loại vũ khí chính xác sẽ được trang bị cho máy bay.. Máy bay sẽ có khả năng mang theo bom JDAM. Hệ thống điện tử hàng không của máy bay gồm radar AESA, IRST và các hệ thống tác chiến điện tử thích hợp và hệ thống cảnh báo tên lửa.

## Khách hàng tiềm năng
- Không quân Ấn Độ
- Hải quân Ấn Độ

### Máy bay có cùng sự phát triển
- HAL Tejas

### Máy bay có tính năng tương đương
- Sukhoi/HAL FGFA
- Mitsubishi ATD-X
- F-35 Lightning II
- Chengdu J-20
- Lockheed Martin F-22 Raptor